# Biblioteca central de Alemania para ciegos
La Biblioteca Central de Alemania para ciegos (en alemán: Deutsche Zentralbücherei für Blinde), abreviada DZB, es una biblioteca pública para personas con discapacidad visual que se encuentra en la ciudad de Leipzig, Sajonia, Alemania. Su colección que posee 72 300 títulos está entre las más grandes de los países de habla alemana. La institución consiste de una biblioteca de préstamos, una casa editorial, un centro de investigación para una comunicación sin barreras. También posee instalaciones para producir libros braille, audiolibros, y música braille. La DZB publica unos 250 títulos de libros nuevos por año. Fundada en 1894, la DZB es la biblioteca para ciegos más antigua de Alemania.

## Historia
Una asociación privada, la Sociedad para la Obtención de Libros con Letra Grande y Oportunidades Laborales para Ciegos (en alemán: Verein zur Beschaffung von Hochdruckschriften und Arbeitsgelegenheit für Blinde zu Leipzig), fue creada en Leipzig en 1894 para proporcionar literatura y empleo a las personas con discapacidad visual. La sede de esta asociación se estableció en la casa de un librero y se convirtió en la primera biblioteca para ciegos del Imperio Alemán. Poco tiempo después la sociedad crea su propia editorial y una imprenta. Una fundación de caridad, la «Asociación para promover la Biblioteca Central de Alemania para ciegos» (en alemán, Verein zur Förderung der Deutschen Zentralbücherei für Blinde)', fue creada en 1916. En esa época contaba con más de 5000 volúmenes braille y tenía unos 1200 usuarios frecuentes.
Luego de la Primera Guerra Mundial, la cantidad de usuarios aumentó sobremanera y hacia 1926 la DZB tenía 3500 usuarios. La Gran Depresión obligó a la biblioteca a implementar medidas de austeridad, reduciendo su presupuesto y despidiendo a empleados. En 1935 la DZB se mudó a las oficinas de la casa editorial Druckhaus Klepzig sobre Täubchenweg en Leipzig. Este edificio fue destruido durante el bombardeo de Leipzig en la Segunda Guerra Mundial en diciembre de 1943 y a consecuencia de ello se perdieron más de 30 000 libros. Lo poco que se pudo salvar de la colección se reubicó en un sitio alternativo en Döbeln en 1944.

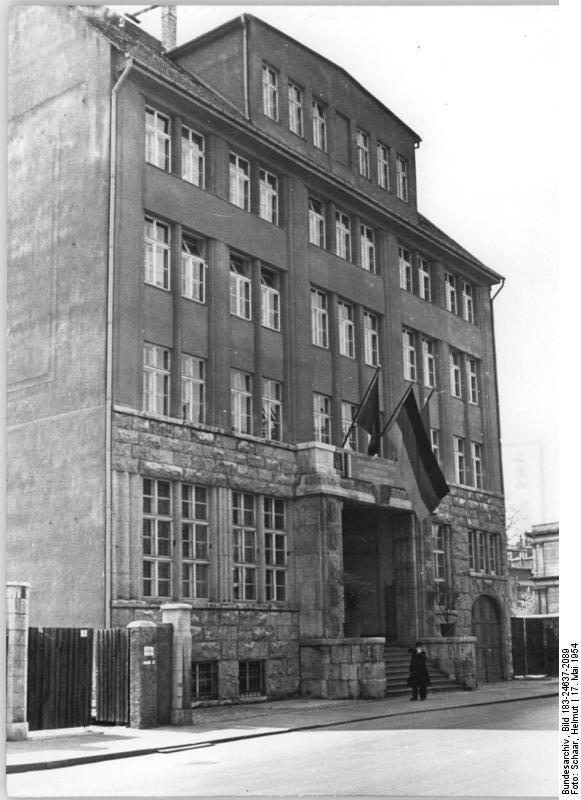
La DZB en 1954

Inmediatamente luego de concluir la Segunda Guerra Mundial  la DZB se mudó a nuevas oficinas en la calle Weißenfelser con una colección de 1802 libros. En noviembre de 1946 el gobierno provincial declaró a la biblioteca una institución pública. Para 1949 la colección de la biblioteca había alcanzado los 10 000 volúmenes. En 1952 la DZB quedó bajo los auspicios del Ministerio de Educación de Alemania del Este y en 1955 quedó bajo los auspicios del Ministerio de Cultura. En 1954 la biblioteca se mudó al edificio todavía en uso hoy en la calle Gustavus Adolphus 7, un edificio reconstruido que había albergado la Escuela Superior Israelita antes de la guerra, y que había sido reubicado y reconstruido. La zona de producción y almacenamiento se amplió considerablemente en 1963 con la construcción de dos nuevos edificios adyacentes. 
Después de la reunificación de Alemania la DZB se convirtió en una agencia del Ministerio de Ciencia y Artes del nuevo Estado Libre de Sajonia.

## Colección
En diciembre de 2011 la biblioteca tiene unos 72 300 títulos. Una sección de investigación contiene libros, publicaciones periódicas y monografías sobre la discapacidad visual. Además, el DZB publica regularmente 18 revistas diferentes en braille y en versiones de audio. La colección del DZB incluye:
- 72 300 artículos en total
- 21 900 libros en braille
- 19 000 audiolibros DAISY
- 6100 libros de música en Braille
- 5000 libros científicos y monografías sobre la discapacidad visual

Cada año el DZB produce unos 250 nuevos títulos. Tiene una plantilla de 77 empleados, 15 de los cuales son personas con discapacidades. Según el DZB, «más de 5.000 miembros utilizan los diferentes servicios de la biblioteca».

## Elementos de música braille
El proyecto «DaCapo», financiado por el Ministerio Federal de Salud de Alemania, comenzó en la DZB en 2003 para producir partituras especiales para ciegos. El objetivo no era solo hacer que las partituras musicales fueran más daccesibles para las personas con discapacidad visual, sino también mejorar las oportunidades profesionales de los músicos ciegos. El centro de investigación de la DZB también está desarrollando procesos para la producción asistida por computadora de partituras en braille y servicios de transmisión.
El servicio de renderizado de «MakeBraille» acepta archivos de notación musical digital a través de Internet en formatos CapXML y MusicXML  para producir partituras en formato braille, disponible solo para usos privados y no comerciales.